# Chorizagrotis mansour
Chorizagrotis mansour là một loài bướm đêm trong họ Noctuidae.